# أدريانا تساكالي
أدريانا تساكالي (بالرومانية: Adriana Gabriela Țăcălie) مواليد 29 يناير 1989 في رومانيا، هي لاعبة كرة يد رومانية. مثلت منتخب رومانيا لكرة اليد للسيدات.

## سجل المنافسة
شاركت في البطولات التالية:
- بطولة العالم لكرة اليد للسيدات 2013
- بطولة أوروبا لكرة اليد للسيدات 2012
- بطولة أوروبا لكرة اليد للسيدات 2014

## روابط خارجية
- أدريانا تساكالي على موقع الاتحاد الأوروبي لكرة اليد (الإنجليزية)
- أدريانا تساكالي على موقع الدوري الفرنسي لكرة اليد للسيدات (الفرنسية)